# (138628) 2000 QM251
(138628) 2000 QM251 est un objet transneptunien de la famille des objets épars.

## Caractéristiques
2000 QM251 mesure environ 132 km de diamètre.

## Orbite
L'orbite de 2000 QM251 possède un demi-grand axe de 45,052 ua et une période orbitale d'environ 302 ans. Son périhélie l'amène à 32,901 ua du Soleil et son aphélie l'en éloigne de 57,202 ua. Il s'agit d'un objet épars.

## Découverte
2000 QM251 a été découvert le 25 août 2000.